# Lophopetalum torricellense
Lophopetalum torricellense är en benvedsväxtart som beskrevs av Ludwig Eduard Theodor Loesener. Lophopetalum torricellense ingår i släktet Lophopetalum och familjen Celastraceae. Inga underarter finns listade.